# Meteorus cobbus
Meteorus cobbus är en stekelart som beskrevs av Trevor Huddleston 1986. Meteorus cobbus ingår i släktet Meteorus och familjen bracksteklar. Inga underarter finns listade i Catalogue of Life.